# تومواكي ماتسوكاوا
تومواكي ماتسوكاوا (باليابانية: 松川 友明) (18 أبريل 1973 في كاناغاوا في اليابان – )؛ هو لاعب كرة قدم ياباني سابق كان يلعب كلاعب وسط.

## وصلات خارجية
- تومواكي ماتسوكاوا على موقع رابطة كرة القدم اليابانية للمحترفين (اليابانية)
- تومواكي ماتسوكاوا على موقع قاعدة بيانات كرة القدم.إي يو (الإنجليزية)
- تومواكي ماتسوكاوا على موقع عالم كرة القدم.نت (الإنجليزية)